# Colosio: El asesinato
Colosio: El asesinato es una película mexicana escrita y dirigida por Carlos Bolado y estrenada el 8 de junio del 2012, un thriller que aborda la historia ficticia de una investigación policíaca acerca de un hecho histórico real en México: el atentado que quitó la vida al candidato presidencial del Partido Revolucionario Institucional (PRI), Luis Donaldo Colosio Murrieta, que tuvo lugar el 23 de marzo de 1994 en Tijuana.
La trama de esta cinta se basa en la tesis (sustentada en el propio expediente del caso, que incluye un total de más de dos mil páginas) de que se trató de un crimen de Estado organizado desde los más altos niveles de la política en México (incluidos elementos del Estado Mayor Presidencial y de la Procuraduría General de la República, a contrapelo de la versión oficial, que sostiene que el político sonorense fue asesinado por Mario Aburto Martínez, quien habría actuado muto propio y sin ayuda de nadie.
En la trama se mezclan personajes de ficción (para efectos dramáticos) con personajes que hacen clara alusión a personas de la vida real, tales como José María Córdoba Montoya, Carlos Salinas de Gortari, José Francisco Ruiz Massieu, Fernando Gutiérrez Barrios.

## Sinopsis
Año de 1994, las elecciones mexicanas van a suceder, uno de los candidatos era Luis Donaldo Colosio.
El 6 de marzo de 1994 Colosio dio un mitin en el Monumento a la Revolución en el D.F. En el cual habla de cambiar al País, de limpiarlo. Todo sucedió con normalidad, nada fuera de lo común.
Varios días antes del mitin en Lomas Taurinas. Colosio sostuvo varias reuniones con militantes del Partido Revolucionario Institucional, en una reunión llegó retrasado, los militantes que acudieron se molestaron, al cabo de varios minutos empezaron a manchar el nombre de Colosio, llega Colosio empieza a platicar, se retira.
El 23 de marzo de 1994 fecha del mitin en Lomas Taurinas, Colosio arribó al aeropuerto de Tijuana procedente de La Paz (Baja California Sur) en punto de las 16:00.
16:30 Colosio junto con su equipo de trabajo arriba a Lomas Taurinas, hay miles de asistentes.
16:35 Colosio empieza a dar el mitin entre los asistentes se encuentra "su equipo de seguridad" y Mario Aburto Martínez.
17:10 Finaliza el mitin, 2 minutos después empieza a caminar entre la multitud, en ese momento llega Aburto Martínez, un hombre le entrega el arma homicida, Aburto Martínez llega al lado de Colosio, le coloca el arma en la sien y le dispara, Colosio realiza un giro de 180°, otro sujeto muy parecido a Aburto Martínez le da un disparo en el tórax, la multitud se abalanza sobre Aburto Martínez (1) lo quieren linchar, la policía logra detenerlo.
17:20 Colosio entra al Área de urgencias del Hospital General de Tijuana y de inmediato ingresa a quirófano.
18:55 Colosio sufre un paro cardiorrespiratorio irreversible; de inmediato se le aplican labores de reanimación.
19:45 Los médicos lo declaran muerto, una hora más tarde el vocero de la campaña anuncia la muerte.
José Francisco Ruiz Massieu ordena una investigación, la cual conlleva varios meses de amor, desamor, amenazas y muerte, finalmente todos los miembros de la investigación son asesinados.

## Historia
La película generó controversia porque se estrenó a menos de un mes de las elecciones presidenciales del 1 de julio. El 23 de abril de 2012, la publicación en línea Reporte Índigo dio a conocer las primeras imágenes del filme.
La premier se realizó el martes 5 de junio en Perisur, donde varias personas ganaron pases por medio de trivias en Twitter y Facebook.

## Elenco principal
- José María Yazpik como Andrés Vázquez.
- Daniel Giménez Cacho como El Doctor - Una clara alusión a José María Córdoba Montoya, el asesor principal de Carlos Salinas de Gortari.
- Kate del Castillo como Verónica.
- Odiseo Bichir como El Licenciado - En clara alusión a José Francisco Ruiz Massieu.
- Ténoch Huerta como Jesús.
- Harold Torres como Mario Aburto Martínez / Joel / Sánchez Ortiz.
- Dagoberto Gama como Lic. Federico Benítez López.
- Emilio Echevarría como Don Fernando - En clara alusión a Fernando Gutiérrez Barrios, Secretario de Gobernación en el sexenio de Carlos Salinas de Gortari.
- Enoc Leaño como El Candidato - Luis Donaldo Colosio Murrieta.
- Luis Ernesto Franco como Pedro.
- Ximena Rubio como Diana Laura (esposa de Luis Donaldo Colosio).
- Karina Gidi como Bertha.
- Marco Pérez como El Seco.
- Gustavo Sánchez Parra como Ortiga.
- Teresa Ruiz como Alejandra Iglesias.
- José Sefami como Lic. José María Torres - En alusión a Miguel Montes García, Subprocurador Especial Caso Colosio.
- Moisés Arizmendi como Manuel-en alusión a Manuel Camacho Solís, Regente del Departamento del DF, y rival de Colosio a la candidatura del PRI.
- Nando Estevané como El Presidente. En clara alusión a Carlos Salinas de Gortari.
- Miguel Rodarte como Mario Ruiz Massieu.

## Estreno
Su fecha de lanzamiento, con 450 copias, tuvo lugar el viernes 8 de junio del 2012 en México.

## Críticas
La película incluye las versiones más frecuentes que a nivel popular y masivo se han dado hasta ahora acerca del asesinato: las incongruencias, los disparates, las contradicciones y las innumerables burlas al sentido común que salpicaron, desde un principio y quién sabe si para siempre, aquellos días que, muy acertadamente, la cinta considera cruciales para la vida política y social de México.

## Comentario
El asesinato del Lic. Luis Donaldo Colosio Murrieta, originó un parte aguas en la vida política de México, sobre todo después del asesinato del Lic. José Francisco Ruiz Massieu cuñado en ese tiempo de Carlos Salinas de Gortari presidente de México. Años después el director Oliver Stone trató y ha tratado de realizar la película Colosio pero ha tenido muchos contratiempos, dado que muchos de los involucrados, todavía viven y tienen poder político. Se pensaba en el actor Sergio Goyri en el papel de Colosio, dado que su parentesco con el malogrado candidato presidencial es importante.